# Matthieu Dugal
Pour les articles homonymes, voir Dugal.
Matthieu Dugal est un animateur québécois (Canada) à la radio et à la télévision.  Il est né à Paris mais a vécu son enfance au Québec dans la région du Saguenay-Lac-St-Jean,. Il est diplômé en journalisme écrit du Cégep de Jonquière et en sciences politiques de l'UQAC et de l'UQAM,.  Il débute dans les médias en 1995 sur les ondes de la radio de Radio-Canada à Chicoutimi où, pendant deux ans, il agit à titre de journaliste pour l'émission Primeurs ainsi qu'au service des nouvelles de la station et enfin comme commentateur-intervieweur pour l'émission matinale.  À partir de 1997, il collabore aux hebdos culturels Ici comme journaliste, puis Voir comme journaliste et chroniqueur musical. Durant ces années, il travaille également comme journaliste-rédacteur au Réseau de l'information à Montréal.
Il devient en 2001 l'animateur de l'émission Retour d'ascenseur à la radio de CKRL à Québec.  Il sera aussi l'animateur d'une émission radiophonique estivale consacrée au Festival d'été international de Québec,.  Il est recherchiste pour la télévision de Radio-Canada et RDI à Québec,.
Pendant 4 ans, jusqu'en 2008, il est l'animateur de l'émission Méchant contraste! diffusé à Télé-Québec,,.  Il anime en 2008 l'émission 400 ans, en grand! diffusée à  Vox.  Il est également journaliste et chroniqueur culturel dans l'émission Ça me dit de prendre le temps à la radio de Radio-Canada. Toujours à la radio, il a réalisé des chroniques et des reportages pour l'émission Vous êtes ici à la Première Chaîne de Radio-Canada.
En 2008, il anime l'édition 2008 de Müvmédia, diffusée sur TV5 et il collabore également comme journaliste et chroniqueur à l'émission Le Club Social, diffusée également sur TV5.
À l'été 2009, Matthieu est animateur du magazine estival Les [É]clectiks sur les ondes de VOX. 
En septembre 2011, il passe à la barre de la nouvelle émission radio La Sphère, à la Première Chaîne de Radio-Canada, un magazine hebdomadaire sur l'actualité des médias sociaux, la technologie et Internet qu'il anime jusqu'à la fin de l'émission en 2018. 
Depuis au moins 2014 (Saison 5), il est animateur de l'émission La bibliothèque de ... diffusée sur les ondes du Canal Savoir. 
À l'automne 2016, il anime la série documentaire Hackers réalisée par Bachir Bensaddek, scénarisée par Pascal Henrard et produite par Patrick Fauquembergue diffusée sur les ondes d'ICI Explora. 
À l'automne 2018, il anime l'émission de radio Moteur de recherche sur les ondes d'ICI première cherchant à répondre à des questions sur la science, la santé, la technologie ou l'environnement. Depuis le 19 août 2019, l'émission devient une quotidienne diffusée du lundi au jeudi de 19 h à 20 h. 
De 2019 à 2020, il coanime avec Marianne Désautels-Marissal la série Couple de nerds à Savoir média. 
En 2022, il anime I.A.: être ou ne pas être, une série documentaire sur les enjeux éthiques de l’intelligence artificielle diffusée à Ici-Télé  produite par Patrick Fauquembergue et la boite de production Magasin Général dans laquelle il a créé son double numérique à l'aide de l'équipe de Moov AI.  